# Václav Rabas
Václav Rabas (ur. 14 sierpnia 1933 w miejscowości Dolní Bezděkov, zm. 20 kwietnia 2015 w Pardubicach) – czeski organista.
Studiował w Konserwatorium i na Wydziale Muzycznym Akademii Sztuk Scenicznych w Pradze u prof. Jiříego Reinbergera. Jest laureatem słynnych spotkań muzycznych (Pražské jaro 1958). Václav Rabas był wykładowcą na Akademii Sztuk Scenicznych w Pradze i w Konserwatorium w Pardubicach (studenci: Aleš Bárta, Pavel Svoboda).